# Bradley A. Fiske
Bradley Allen Fiske (13 juin 1854 - 6 avril 1942) est un contre-amiral de la marine américaine, considéré comme un innovateur technique.
Au cours de sa longue carrière, il invente plus de 130 appareils électriques et mécaniques, avec des utilisations navales et civiles, et écrit beaucoup sur des questions techniques et professionnelles. Le New Yorker l'a qualifié d'« un des inventeurs navals les plus remarquables de tous les temps ». Il est en effet l'un des premiers à comprendre les possibilités révolutionnaires de l'aviation navale et a écrit un certain nombre de livres de référence visant à vulgariser la marine moderne au public. Pour avoir inventé le télémètre, il se voit décerner la médaille Elliott Cresson du Franklin Institute en 1891.

## Biographie

### Jeunesse et formation
Né dans l'État de New York du révérend William Allen Fiske et de Susan Mathews (Bradley) Fiske, il intègre l'académie naval des États-Unis de l'État de l'Ohio en 1870, obtenant son diplôme quatre ans plus tard et recevant sa commission d'enseigne en juillet 1875.
Ses premières années de service comprennent des fonctions d'officier à bord des sloops de guerre à vapeur Pensacola (en) et Plymouth (en), tous deux dans le Pacific Station, et du bateau à aubes Powhatan dans l'Atlantique. Il reçoit également une formation dans le domaine alors récent de la guerre des torpilles.
Promu maître en 1881 et lieutenant en 1887, pendant une grande partie de cette décennie, il sert sur les navires-écoles Saratoga (en) et Minnesota (en), dans l'escadron de l'Atlantique Sud sur le sloop à vapeur Brooklyn (en), et est affecté deux fois au Bureau of Ordnance à Washington.
Il épouse Josephine Harper le 15 février 1882 à New York avec qui il aura une une fille, Caroline Harper Fiske, en 1885. Josephine est la sœur de l'éditeur Henry S. Harper (en).
En tant que l'un des officiers les plus astucieux de la marine sur le plan technique, il supervise de 1886 à 1888 l'installation de munitions sur l'Atlanta, l'un des premiers navires de guerre en acier modernes de la marine. De 1888 à 1890, il participe aux essais du Vesuvius (en), dont les canons à air comprimé de gros calibre sont alors considérés comme une expérience prometteuse, et est chargé d'installer l'éclairage électrique du nouveau croiseur Philadelphia (en).

### Guerre hispano-américaine
Pendant le reste des années 1890, le lieutenant Fiske est principalement employé au Bureau of Ordnance et en mer, où il est officier sur le croiseur San Francisco (en), et les canonnières Yorktown (en) et Petrel (en). Alors qu'il sert sur ce-dernier, il participe à la bataille de la baie de Manille le 1er mai 1898.
Après la guerre hispano-américaine, Fiske poursuit son service dans les eaux philippines à bord du monitor Monadnock (en).

### Attributions de commandement
Entre la guerre hispano-américaine et la Première Guerre mondiale, Fiske monte rapidement les échelons : lieutenant-commandant en 1899, commandant en 1903 et capitaine en 1907. Il occupe de nombreux postes de responsabilité à terre et en mer, en tant qu'inspecteur de l'approvisionnement, officier exécutif du Yorktown (en) et du cuirassé Massachusetts, commandant du monitor Arkansas (en) et des croiseurs Minneapolis et Tennessee (en), a des fonctions de recrutement, a sert comme capitaine de chantier au Philadelphia Naval Shipyard, étudie au Naval War College et est membre du Conseil général de la marine (1911) et le Conseil mixte armée-marine, entre autres missions.

### Affectation d'État-major
Bradley Fiske devient contre-amiral en août 1911, commandant par la suite trois divisions différentes de la flotte de l'Atlantique et servant en tant qu'assistant du secrétaire à la Marine pour les inspections. En février 1913, il est nommé aide aux opérations, poste qui deviendra plus tard celui de chef des opérations navales. En tant qu'aide aux opérations, Fiske préconise avec force la création d'un état-major de la marine et l'élévation de la préparation de la nation à la guerre.
Le 9 novembre 1914, il envoie un mémorandum au secrétaire de la Marine de l'époque, Josephus Daniels indiquant que la marine américaine n'est pas organisée pour la guerre : « Si ce pays évite la guerre au cours des cinq prochaines années, cela ne sera accompli que par une heureuse combinaison de hauts talents diplomatiques et une chance rare », indique le mémo, signalant que la marine manque de 19 600 hommes par rapport à son tableau d'organisation. Bien que les navires individuels soient bien entretenus et contrôlés, l'administration navale fait défaut.
Fiske démissionne de son poste d'aide aux opérations le 1er avril 1915 et est remplacé par l'amiral William S. Benson (en) en tant que premier chef des opérations navales.

### Innovations navales

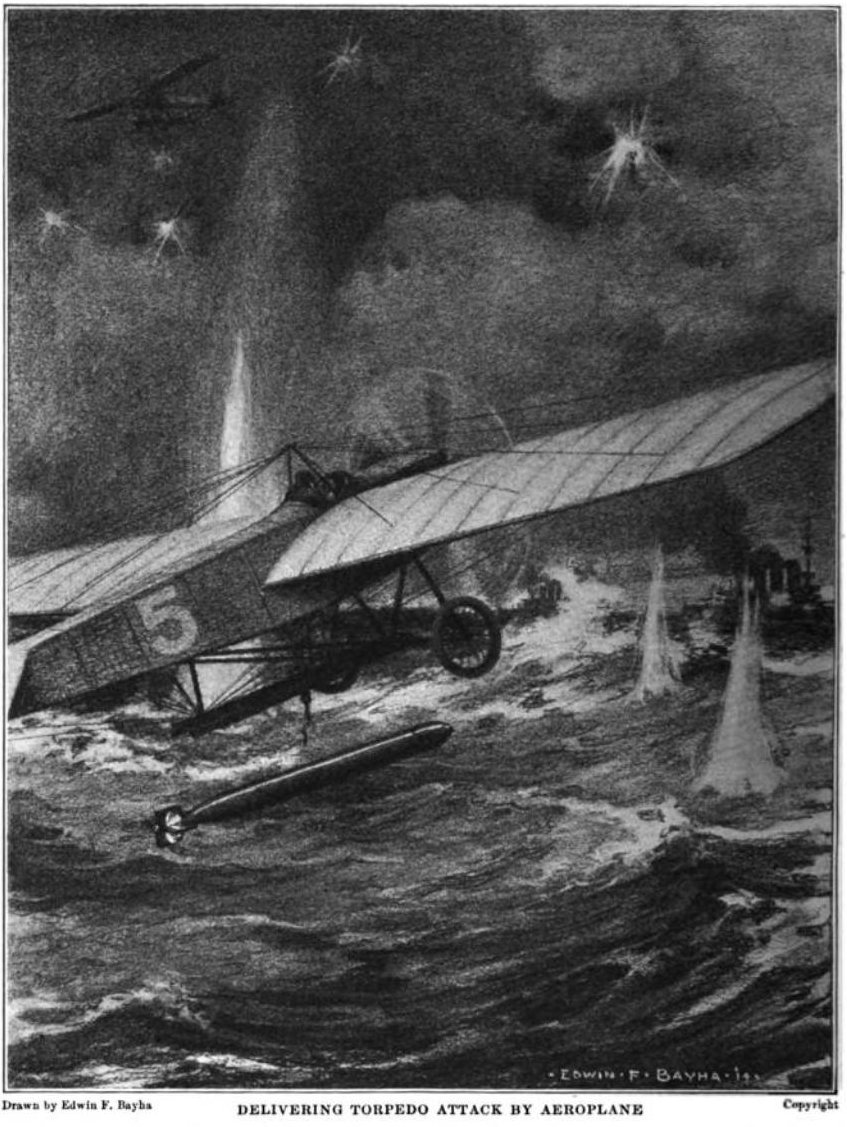
En 1915, Fiske rapporte que les torpilles aériennes peuvent être utilisées pour attaquer les flottes ennemies dans leurs propres ports.

À la fin du XIXe siècle, les canons des navires ne sont équipés que de viseurs ouverts. Fiske, alors lieutenant sur une canonnière, développe l'idée d'équiper les canons de son navire avec une lunette de visée pour améliorer la précision. En 1890, il dépose le premier de plusieurs brevets sur ses viseurs télescopiques, qui avec le temps deviendront le télémètre moderne.
En 1910, alors qu'il réfléchit au problème de la défense des îles philippines, Fiske a l'idée d'équiper les avions de torpilles légères. Il élabore les mécanismes de transport et de largage d'une torpille aérienne d'un bombardier, et définit des tactiques qui comprennent une approche nocturne afin que le navire cible soit moins en mesure de se défendre. Les avions assez grands pour répondre à son objectif ne sont pas disponibles avant 1912, date à laquelle il peut mettre en œuvre sa conception. Il rapporte en 1915 qu'en utilisant cette méthode, les flottes ennemies peuvent être attaquées dans leurs propres ports, et fait remarquer qu'il a inventé non seulement une nouvelle arme, mais une méthode de guerre entièrement nouvelle.

### Retraite et dernières années
Après un an au Naval War College, le contre-amiral Fiske prend sa retraite en juin 1916 à l'âge de 62 ans. Ses activités professionnelles se poursuivent toutefois jusqu'au milieu des années 1920, avec un service en tant que président de l'institut naval des États-Unis et plusieurs sessions de devoir avec le Département de la Marine.
En 1924, il est cité dans le New York Times déclarant que les « Japonais et les Américains ont adopté des attitudes inconciliables [concernant la loi sur l'immigration] et de telles attitudes ont généralement précédé les guerres. [...] Nous sommes prêts pour la guerre si elle vient ».
Parmi les améliorations de Fiske figurent un stadimètre amélioré, un indicateur d'angle de barre, des télégraphes de salle des machines, des indicateurs de vitesse et de direction, un télémètre de tourelle, un système de direction de canon et des télégraphes de direction.
Il meurt à New York en 1942 et est enterré au cimetière national d'Arlington quatre jours plus tard.

## Homonyme
La marine a nommé deux navires de guerre, le USS Fiske (DE-143), 1943–1944, et le Fiske (en), 1945–1980, en son honneur.

## Livres
- Electricity in Theory and Practice (1883) [écrit alors que Fiske est lieutenant]
- American Naval Policy (1905) [écrit alors que Fiske est commandant]
- War Time in Manila (1913)
- Preparedness of the Navy (1916)
- The Navy as a Fighting Machine (1916)
- From Midshipman To Rear-Admiral (1919) [autobiographie]
- The Art of Fighting (1920)
- Invention, the Master-Key to Progress (1921)

## Articles, essais et introductions
- The Naval Profession, Actes de l'Institut naval des États-Unis, juin 1907 : 570–73
- Introduction à Textbook of Aeronautics, de Henry Woodhose (1917).
- France, dans For France, de Charles Hanson Towne (1918)
- Introduction à Togo and the Rise of Japanese Sea Power (en) d'Edwin A. Falk (1936)
- Electricity in Naval Life. The Steering Telegraph, The Electrical Engineer, 21 octobre 1896 : 399-401.

## Galerie

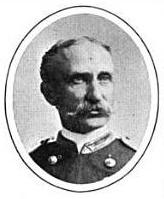
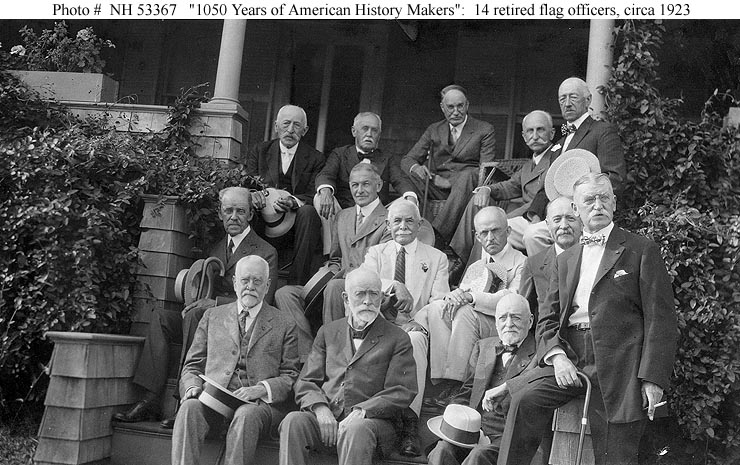
Fiske est le deuxième à partir de la droite dans la rangée arrière sur cette photographie de 13 officiers d'État-major à la retraite de l'US Navy et du US Marine Corps prise vers 1923.
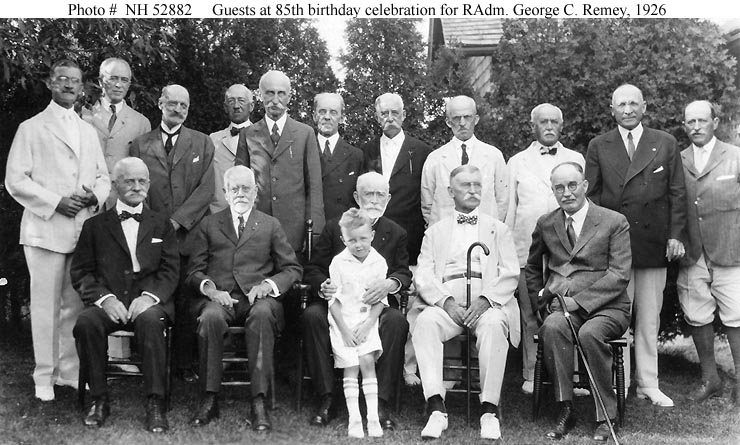
Fiske est le cinquième à partir de la gauche sur cette photo d'officiers d'État-major à la retraite prise lors de la fête du 85e anniversaire du contre-amiral George C. Remey (en) le 10 août 1926.
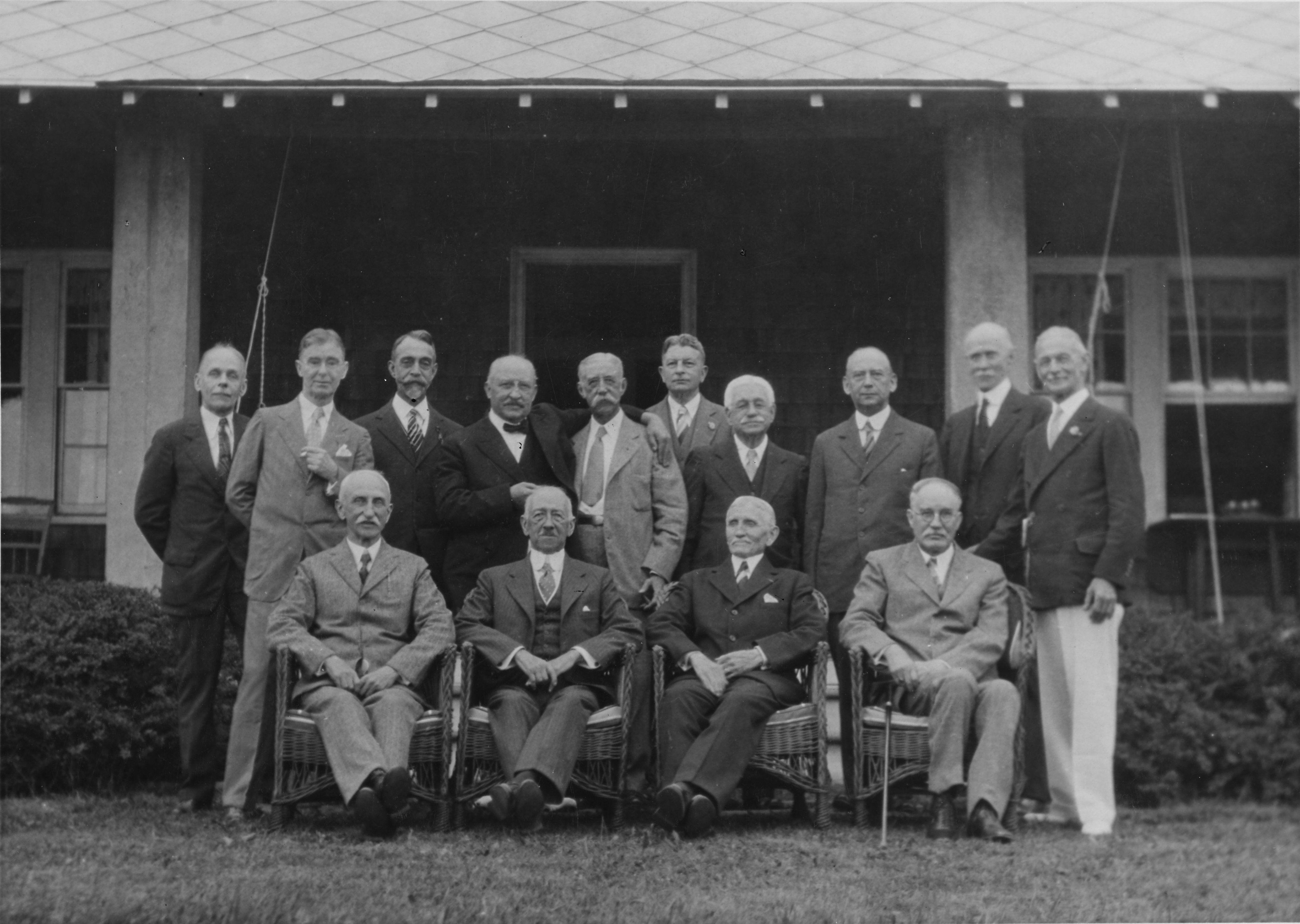
Fiske est assis à gauche sur cette photographie du 7 août 1928 de contre-amiraux de la marine américaine à la retraite et d'autres retraités au domicile du contre-amiral Spencer S. Wood (en) à Jamestown, Rhode Island.